# First Step 2 Forever: My Story
First Step 2 Forever: My Story (em português:  Primeiro Passo Para a Eternidade: Minha História) é a primeiro biografia oficial escrita e lançada pelo cantor canadense Justin Bieber e publicada pela HarperCollins. Foi ilustrado por Robert Caplin e teve seu design feito por Lucinda Lowe com a ajuda de Nikki Dupin. 
No livro, Justin fala sobre a sua ascensão à fama, detalhes sobre os bastidores de sua turnê, além de trazer imagens inéditas nunca antes vistas. Foi lançado em 12 de outubro de 2010 nos Estados Unidos chegando ao Brasil apenas no ano seguinte.